# Чернове, Тристен
Тристен Чернове (англ. Tristen Chernove; род. 22 мая 1975, Пауэлл Ривер, Британская Колумбия) ― канадский параспортсмен, велосипедист, предприниматель. Серебряный призёр Паралимпийских игр 2020 в Токио в индивидуальной гонке преследования C1.

## Биография
Чернове родился 22 мая 1975 года в городе Пауэлл-Ривер, Британская Колумбия, Канада. Окончил среднюю школу Макса Кэмерона в Пауэлл-Ривер, Британская Колумбия. В 2009 году Чернову был поставлен диагноз «болезнь Шарко — Мари — Тута», которую он унаследовал от матери. После постановки диагноза Чернове перешел с соревнований по гребле на велоспорт.
В 2001 году Чернове устроился в международный аэропорт Ванкувера на должность инструктора и менеджера службы экстренной помощи. Управляя переоборудованным автобусом в Мексике, Чернове врезался в участок дороги, который не был заасфальтирован, и его выбросило из автобуса, в результате чего получил перелом позвоночника.

## Карьера
В мае 2015 года видеооператор Tourism Alberta убедил Чернове попробовать себя в пара-велоспорте. Заинтригованный идеей, Чернов связался с директором программы пара-велоспорта Cycling Canada, который пригласил его на пробы.
Он прошел квалификацию в сборную Канады и выиграл серебряную медаль в индивидуальной гонке преследования C2 на 3000 метров на Летних Паралимпийских играх 2016 года. Он также заработал бронзовую медаль в гонке на время на 1000 метров и золотую медаль в другой гонке на время. В результате он был назван канадским пара-велосипедистом года в декабре 2016 года.
В следующем году Чернове соревновался с командой Канады на чемпионате мира по пара-велоспорту на треке 2017 года, где он выиграл золото и свой второй титул чемпиона мира. Позже он выиграл серебряный и бронзовый призеры чемпионата мира по пара-велоспорту в 2018 году. В декабре 2018 года Черновой снова был признан канадским пара-велосипедистом года.
11 января 2019 года он был назван финалистом премии BC Athlete of the Year. Позже Чернове выиграл золотую и серебряную медаль на чемпионате мира по пара-велоспорту 2019 года. 6 сентября 2019 года был выбран для участия в соревнованиях за сборную Канады на Чемпионате мира по пара-велоспорту 2019 года. [15] Он закончил турнир с золотой медалью в скрэтч-гонке категории C2, серебряной медалью в индивидуальной гонке преследования и бронзовой медалью в гонке на 1000 метров на время.

## Паралимпиада 2020
На Паралимпийских играх в Токио Тристен Чернове завоевал серебряную медаль в индивидуальной гонке преследования С1.

## Личная жизнь
Чернове женат, отец двух дочерей.